# Брук Елліотт
Брук Елліотт (англ. Brooke Elliott; нар. 16 листопада 1974, Фрідлі, Міннесота, США) — американська акторка, відома роллю Джейн Бінгам у серіалі «До смерті красива».

## Біографія
Брук Елліотт народилася в Фрідлі, Міннесота, США в родині міського управляючого Роберта та Кейтлін. У Брук є сестра Джеймі та брат Адам. Родина переїхала в Мічиган, де дівчинка закінчила школу в 1993 році, після чого вона вступила в Університет Західного Мічигану та отримала диплом бакалавра за напрямком музичне театральне мистецтво. Вона переїхала в Іллінойс, де приєдналась до театральної трупи.

## Кар'єра
Брук дебютувала на театральній сцені в 1999. Наступного року вона з'явилась у комедійній мелодрамі «Чого хочуть жінки». Елліотт отримала першу значущу роль в постановці «Красуня і Чудовисько», згодом акторка з'явилась і в бродвейських виставах.
У 2009 Елліот була затверджена на головну роль у комедійно-драматичному серіалі «До смерті красива». В ньому вона грала адвоката, який міг виграти будь-яку справу. Акторська гра була схвально оцінена критиками: Брук отримала номінації на премії «Супутник», «Еммі» та стала переможницею як найкраща акторка в комедійному серіалі нагороди «Грейсі».

## Фільмографія
| Рік       |    | Українська назва               | Оригінальна назва                 | Роль              |
| --------- | -- | ------------------------------ | --------------------------------- | ----------------- |
| 2000      | ф  | Чого хочуть жінки              | What Women Want                   | жінка             |
| 2005      | с  | Закон і порядок: Суд присяжних | Law & Order: Trial by Jury        | Деніс Белл        |
| 2009—2014 | с  | До смерті красива              | Drop Dead Diva                    | Джейн Бінгам      |
| 2016      | тф |                                | Furst Born                        | Ембер             |
| 2017      | ф  |                                | Trew Calling                      | Кендра            |
| 2017      | ф  |                                | Trew Calling 2 Diary of a Lunatic | Кендра            |
| 2020      | с  | Солодкі магнолії               | Sweet Magnolias                   | Дана Сью Салліван |